# 迎宾路街道 (乌鲁木齐市)
迎宾路街道，是中华人民共和国新疆维吾尔自治区乌鲁木齐市新市区下辖的一个乡镇级行政单位。

## 行政区划
迎宾路街道下辖以下地区：
迎宾北二路社区、三友社区、友谊路社区、新明社区、迎宾北一路社区、飞机场社区和东风社区。